# Diritti LGBT nelle Seychelles
Le persone LGBT non sono perseguitate dalla legge e godono di alcune tutele giuridiche sulla discriminazione nei luoghi di lavoro. Le coppie omosessuali non dispongono di alcuna tutela legale.

## Leggi relative all'omosessualità
Fino a giugno 2016, la sezione 151 del codice penale vietava i rapporti sessuali tra persone dello stesso sesso con pene fino a 14 anni di prigione. Gli atti sessuali femminili tra persone dello stesso sesso non erano coperti dalla sezione 151 o da qualsiasi altra legge penale delle Seychelles.
Nell'ottobre 2011 il governo delle Seychelles ha accettato di depenalizzare l'omosessualità: "come vogliono il governo e la società civile". Il 29 febbraio 2016 il governo ha deciso d'introdurre un progetto di legge in tal senso. Il Procuratore generale Ronny Govinden escluse un referendum sulla questione. Il disegno di legge venne approvato il 18 maggio 2016, con un voto favorevole di 14 a 0. È stato firmato in legge dal Presidente James Michel il 1 ° giugno ed è entrato in vigore il 7 giugno 2016.

## Riconoscimento delle relazioni tra persone dello stesso sesso
Le Seychelles non riconoscono il matrimonio omosessuale o le unioni civili tra persone dello stesso sesso.
Nel giugno 2015 due uomini, un cittadino britannico e un cittadino delle Seychelles sono stati sposati da Lindsay Skoll, l'Alto Commissario delle Seychelles.

## Adozione e genitorialità
Solo una coppia sposata o una persona single può adottare un bambino.

## Protezioni contro la discriminazione
L'Employment Act del 1995 proibisce la discriminazione sul lavoro in base all'orientamento sessuale. Questo divieto è stato aggiunto all'atto nel 2006. La legge prevede quanto segue:
* * * *
"molestia" significa qualsiasi atto ostile, discorso o gesto di una persona nei confronti di un'altra persona che si basa sull'orientamento sessuale dell'altra persona ... che potrebbe influire negativamente sulla dignità dell'altro o farla sentire minacciata, umiliata o imbarazzata;
Sezione 46A. (1) Quando un datore di lavoro prende una decisione sull'assunzione di un lavoratore sulla base dell'orientamento sessuale del lavoratore ..., il lavoratore può presentare un reclamo all'amministratore principale indicando tutti i dettagli pertinenti.»

## Tabella riassuntiva
| Attività e relazioni sessuali legali                                | (dal 2016) |
| Parità dell'età di consenso                                         | (dal 2016) |
| Leggi anti-discriminazione sul lavoro                               | (dal 2006) |
| Leggi anti-discriminazione nella fornitura di beni e servizi        | No         |
| Leggi anti-discriminazione in tutti gli altri settori               | No         |
| Matrimonio egualitario                                              | No         |
| Unione civile                                                       | No         |
| Adozione                                                            | No         |
| Autorizzazione a prestare servizio nelle forze armate               |            |
| Diritto di cambiare legalmente sesso                                |            |
| Surrogazione di maternità                                           |            |
| Permesso alle donne lesbiche di accedere alla fecondazione in vitro |            |
| Permessa la donazione di sangue per le persone omosessuali          | No         |